# 巨孢虫疫霉
巨孢虫疫霉（学名：Erynia gigantea）是属于虫霉目虫霉科虫疫霉属的一种真菌，寄生在沫蝉上。该种分布于中国。